# Selaginella pennata
Selaginella pennata là một loài dương xỉ trong họ Selaginellaceae. Loài này được Spring mô tả khoa học đầu tiên năm 1843.